# B&Q
B&Q plc (dénommé à l'origine Block & Quayle) est une compagnie multinationale de commerce britannique spécialisée dans la vente d'articles liés au jardinage, bricolage, à la décoration et à ce qui touche au DIY. Fondée en 1969 par Richard Block et David Quayle (en), son siège est basé à Eastleigh en Angleterre et est devenue une filiale du groupe Kingfisher. Elle a des magasins au Royaume-Uni, en Irlande, en Chine et à Taïwan.

## Histoire
Fondé en mars 1969 à Southampton par Richard Block et David Quayle, le premier magasin ouvre à Portswood (en), dans la banlieue de Southampton, sous le nom de Block & Quayle, bientôt abrégé en B&Q.
En 1979, la compagnie compte 26 magasins en Grande-Bretagne avant de se faire racheter par Woolworth's en 1980 puis par Kingfisher deux années plus tard. Sous l'impulsion de sa maison mère, B&Q commença à se développer à l'international en ouvrant son premier magasin à l'étranger, à Taoyuan City (en) à Taïwan en 1996 puis, en 1998, en acquérant NOMI, la principale chaîne de magasins de bricolage en Pologne, et en s'associant avec Castorama.
En 1999, B&Q ouvre son premier magasin en Chine, à Shanghai et rachète Screwfix (en).
En septembre 2005, Kingfisher annonce la fermeture de 22 magasins B&Q en Grande-Bretagne à la suite d'une baisse des ventes de 7 % et aux difficultés financières du groupe Kingfisher.
En 2007, c'est à Hong Kong que B&Q qu'ouvrit un magasin et en mars 2011 acquit la chaîne de magasins de bricolage Focus DIY (en).
En mars 2009, Kingfisher annonce la fermeture de 22 de ses 63 magasins B&Q China à la suite de l'influence du ralentissement de la croissance économique chinoise sur la consommation nationale.
En décembre 2014, Kingfisher vend 70 % de B&Q China au groupe chinois Wumei Holdings pour 179 millions d'euros. B&Q China possède alors 39 magasins et 3000 employés dans le pays, et est à la recherche de partenaires stratégiques pour son développement domestique.
En mars 2015, Kingfisher annonce la fermeture de 60 magasins B&Q en Grande-Bretagne à la suite de la chute de 7,5 % des bénéfices du groupe en 2014. Cette décision s'inscrit dans un plan de restructuration mené par la nouvelle direction du groupe. Les ventes de B&Q (UK et Irlande) ont pourtant enregistré une hausse de 1,9 % en 2014.
B&Q est aussi célèbre pour avoir sponsorisé la Scottish Football League à partir de la saison 1988-89 jusqu'à la fin de la saison 1991-92.

## Incidents
En mars 2009, un client trouve la mort dans un magasin B&Q de Dublin après qu'une barrière lui soit tombé dessus. L'entreprise a été condamné à plusieurs reprises à la suite de ce genre d'incidents : en 2008, une employée a été assommée par une tondeuse qui lui est tombée sur la tête. En 2005, une femme âgée de 69 ans est morte écrasée par chariot élévateur dans un magasin B&Q. En 2004, un client de 63 ans est mort à la suite de la chute d'une porte qui lui fracassa le crâne.